# Coenge Futebol Clube
Le Coenge Futebol Clube était un club brésilien de football basé à Brasilia dans le district fédéral.

## Palmarès
- Championnat de Brasilia :
  - Champion : 1969